# Ruppach-Goldhausen
Ruppach-Goldhausen est une municipalité de la Verbandsgemeinde de Montabaur, dans l'arrondissement de Westerwald, en Rhénanie-Palatinat, dans l'ouest de l'Allemagne. Elle est formée des bourgades de Ruppach et de Goldhausen.

## Personnalités
- Richard Henkes (1900-1945), prêtre pallottin né à Ruppach et mort au camp de concentration de Dachau

## Source
- (en) Cet article est partiellement ou en totalité issu de l’article de Wikipédia en anglais intitulé « Ruppach-Goldhausen » (voir la liste des auteurs).